# Seixo do Côa e Vale Longo
Seixo do Côa e Vale Longo (llamada oficialmente União das Freguesias de Seixo do Côa e Vale Longo) es una freguesia portuguesa del municipio de Sabugal, distrito de Guarda.

## Historia
Fue creada el 28 de enero de 2013 en aplicación de una resolución de la Asamblea de la República de Portugal promulgada el 16 de enero de 2013 con la unión de las freguesias de Seixo do Côa y Vale Longo, pasando su sede a estar situada en la antigua freguesia de Seixo do Côa.

## Demografía
| Gráfica de evolución demográfica de Seixo do Côa e Vale Longo entre 2011 y 2021 |
|                                                                                 |
| Datos según el nomenclátor publicado por el INE portugués.                      |